# Crișana Oradea
Crișana Oradea – rumuński klub piłkarski, mający siedzibę w mieście Oradea w północno-zachodniej części kraju.

## Historia
Chronologia nazw:
- 1929: Crișana Oradea
- 1946: Crișana-CFR Oradea (Căile Ferate Române) - po fuzji z CFR Oradea
- 1947: CFR Oradea
- 1954: klub rozformowano

Piłkarski klub Crișana Oradea został założony w Oradei w 1929 roku. Najpierw uczestniczył w rozgrywkach regionalnych mistrzostw Rumunii. W sezonie 1930/31 klub wygrał Liga de Nord, ale został wyeliminowany w turnieju finałowym przez Societatea Gimnastică Sibiu. W następnym sezonie 1931/32 ponownie wygrał Ligę Północną, ale został ponownie wyeliminowany w rundzie wstępnej turnieju finałowego, tym razem przez Mureșul Târgu Mureș. W 1932 po wprowadzeniu systemu ligowego startował w Divizia A, gdzie zajął trzecie miejsce w grupie 1. W następnym sezonie zdobył wicemistrzostwo w grupie 1. W kolejnych sezonach był na 7, 8, 11. miejscach. Sezon 1938/39 znów był rozgrywany w dwóch grupach. Klub zajął 8.miejsce w grupie 2 (pierwsze 5 zespołów pozostało w najwyższej lidze) i był zmuszony do degradacji doDivizia B. Od 1938 do 1940 klub grał w drugiej lidze. Potem rozgrywki zostały zawieszone z powodu II wojny światowej.
W pierwszym powojennym sezonie 1946/47 po połączeniu z kolejarzami z CFR jako Crișana-CFR Oradea ponownie startował w Divizia B. W 1947 roku fuzja rozpadła się, pozostał tylko CFR, ale nie na długo, bo w 1954 roku został zdegradowany do mistrzostw regionalnych, po czym zakończył swoją działalność.

## Sukcesy

### Trofea międzynarodowe
Nie uczestniczył w rozgrywkach europejskich (stan na 31-05-2016).

### Trofea krajowe
| \| \| Zdobyte trofea w rozgrywkach Rumunii (stan na: 31-03-2017) \| |                                                            |      |                   |
| Rozgrywki                                                           | Osiągnięcie                                                | Razy | Sezon(y)          |
| Mistrzostwo                                                         | I miejsce                                                  | 0    |                   |
| Mistrzostwo                                                         | II miejsce                                                 | 0    |                   |
| Mistrzostwo                                                         | III miejsce                                                | 1    | 1933/34 (grupa 1) |
| Puchar                                                              | zdobywca                                                   | 0    |                   |
| Puchar                                                              | finalista                                                  | 0    |                   |
| II liga                                                             | I miejsce                                                  | 1    | 1939/40           |
| II liga                                                             | II miejsce                                                 | 0    |                   |
| II liga                                                             | III miejsce                                                | 0    |                   |
| Rumunia                                                             | Zdobyte trofea w rozgrywkach Rumunii (stan na: 31-03-2017) |      |                   |

## Stadion
Klub rozgrywał swoje mecze domowe na stadionie Miejskim w Oradei, który może pomieścić 18000 widzów.